# Gynacantha albistyla
Gynacantha albistyla är en trollsländeart som beskrevs av Fraser 1927. Gynacantha albistyla ingår i släktet Gynacantha och familjen mosaiktrollsländor. IUCN kategoriserar arten globalt som otillräckligt studerad. Inga underarter finns listade i Catalogue of Life.